# 斯通克里克鎮區 (北達科他州博蒂諾縣)
斯通克里克鎮區（英語：Stone Creek Township）是位於美國北達科他州博蒂諾縣的一個鎮區。

## 地方資料
斯通克里克鎮區的面積為73.16平方千米，當中陸地面積為72.12平方千米，而水域面積為1.04平方千米。根據2010年美國人口普查的數據，當地共有人口19人，而人口密度為每平方千米0.26人。